# روبي غروف
روبي غروف (بالإنجليزية: Robbie Groff)‏ هو مهندس أمريكي، ولد في 31 يناير 1966.